# Vätterossläktet
Vätterossläktet (Lathraea) är ett släkte i familj snyltrotsväxter med cirka 5–7 arter som förekommer i Europa, Ryssland, Kina och Japan. Arten vätteros (L. squamaria) är vildväxande i Sverige. 

## Arter
- Lathraea clandestina[1] (Lathraea clandestina L.)
- Lathraea japonica[1]
- Lathraea purpurea[1]
- Lathraea rhodopea[1]
- Lathraea squamaria[1] (vätteros)

## Bildgalleri

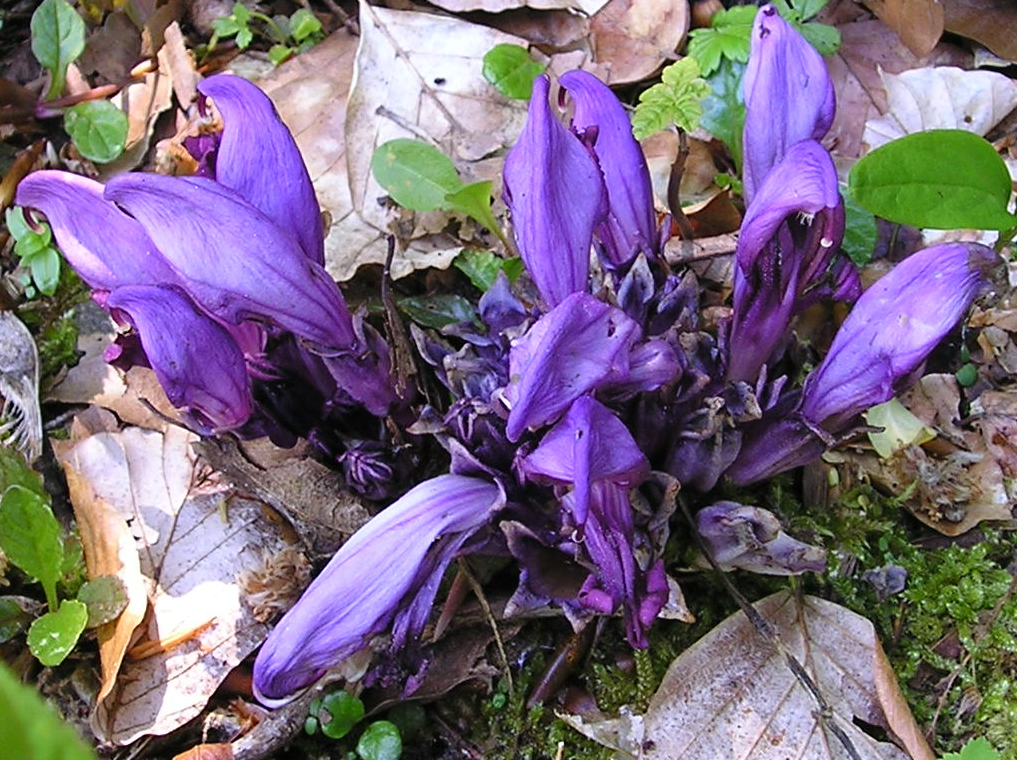
L. clandestina
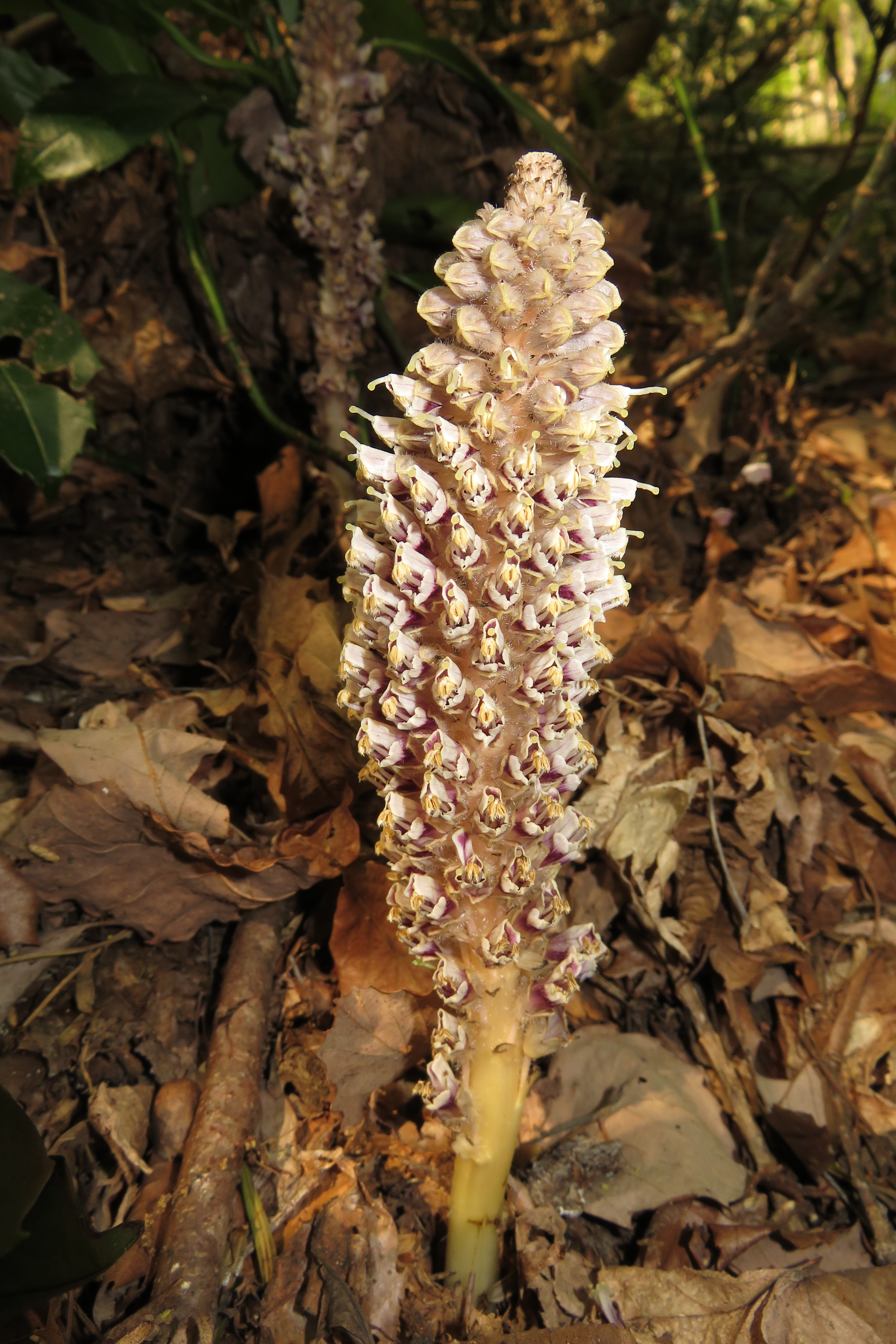
L. japonica
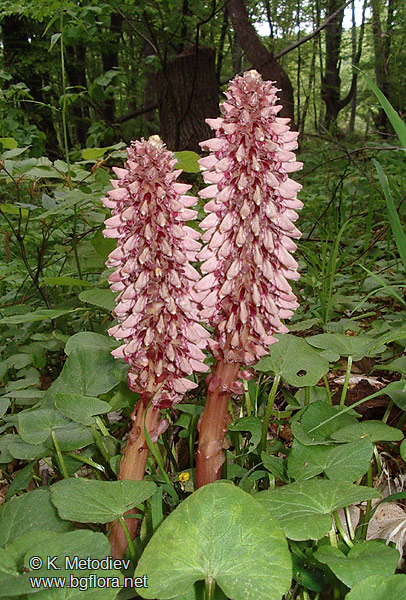
L. rhodopaea
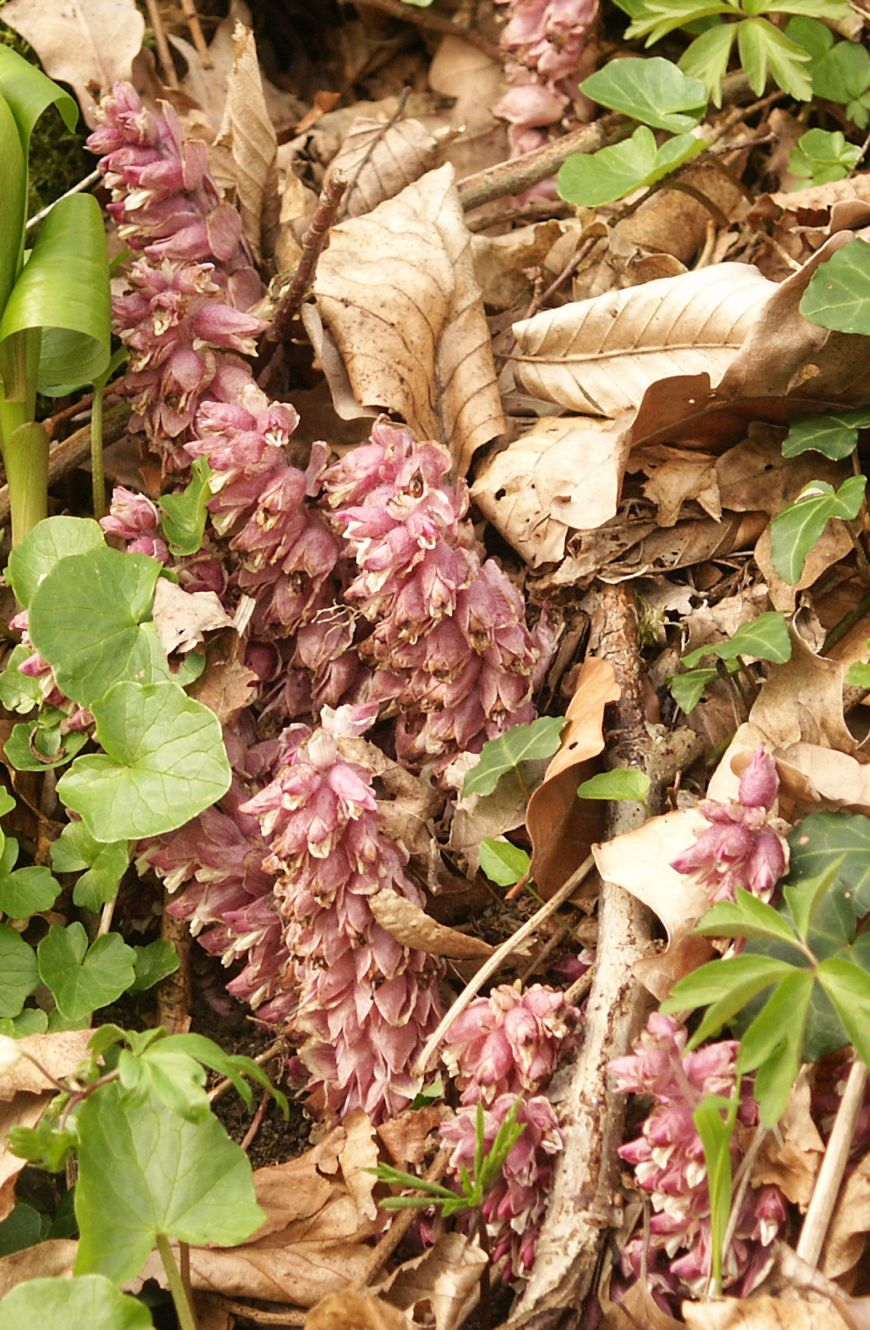
L. squamaria